# Nicolas-Louis de Lacaille

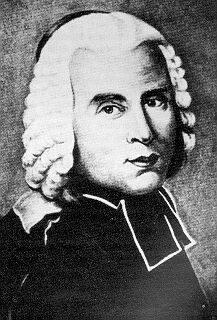
Nicolas Louis de Lacaille

Nicolas Louis de Lacaille (ur. 15 marca 1713 w Rumigny, Francja, zm. 21 marca 1762 w Paryżu) – francuski astronom, który jako pierwszy podjął próbę zrobienia mapy obejmującej całe niebo południowe. Członek Francuskiej Akademii Nauk, Królewskiej Szwedzkiej Akademii Nauk oraz Royal Society.

## Działalność naukowa
W latach 1750–1754 dowodził wyprawą Francuskiej Akademii Nauk na Przylądek Dobrej Nadziei, gdzie systematycznie zbadał południową półkulę nieba, katalogując ponad 10 000 gwiazd, z których wiele nosi nadal nadane przez niego numery katalogowe. Gdy Lacaille prowadził swe obserwacje, w pobliżu południowego bieguna znajdowały się jedynie gwiazdozbiory wprowadzone 150 lat wcześniej przez Johanna Bayera w oparciu o relacje żeglarzy. Dokładne pozycje 2000 spośród nich, razem z mapą nieba zostały opublikowane pośmiertnie w 1763 w książce „Coelum Australe Stelliferum”. Przed opuszczeniem Przylądka Dobrej Nadziei zmierzył pierwszy łuk południka w Afryce Południowej. Po powrocie odmówił przyjęcia gratyfikacji 100 000 liwrów i dalej zajmował się astronomią. Ogłosił: „Lecons d'astronomie” (1746, 1780), „Elemens d'optique” (1750), „Observations sur 515 etoiles du zodiaque” (wyd. Bailly'ego, 1763), „Astronomiae fundamenta” (1757), „Tables de logarithmes” (1760).
Lacaille jest twórcą 14 nowych konstelacji o nazwach nawiązujących do instrumentów naukowych i sztuk pięknych: Cyrkiel, Góra Stołowa, Kompas, Malarz, Mikroskop, Oktant, Piec, Pompa, Rylec, Rzeźbiarz, Sieć, Luneta, Węgielnica i Zegar. Lacaille zlikwidował konstelację Dąb Karola (Robur Carolinum), utworzoną w 1679 przez Edmonda Halleya z gwiazd Statku Argonautów, aby upamiętnić dąb, w którym jego patron, król Karol II ukrył się po przegranej z Oliverem Cromwellem bitwie pod Worcester. Dąb został włączony z powrotem do gwiazdozbioru Argo.
 W swoim katalogu gwiazdowym napisał: Aby wypełnić wielkie puste przestrzenie nieba między starymi gwiazdozbiorami, umieściłem w nich nowe. Ich nazwy powiązałem z najważniejszymi urządzeniami i instrumentami, których istnienie zawdzięczamy sztuce inżynierskiej.